# 世界宣教東京大会
エジンバラ100周年記念世界宣教会議・東京大会、世界宣教東京大会（せかいせんきょうとうきょうたいかい、The Tokyo 2010 Global Mission Consultation and Celebration）とは、1910年のエディンバラ宣教会議を記念し、第三世界宣教団体協議会(TWMA)の主催により、2010年、日本国の東京で開催された宣教会議。会場は中野サンプラザ、大会会長は日本人の奥山実。

## 歴史
大会会長の奥山実は、100年前のエディンバラ会議について、西方教会（ローマ・カトリックとプロテスタント）、東方教会（東方諸教会、正教会）が、はじめて一致して持つことができた宣教会議であるとして、肯定的に捉えている。
ローザンヌ世界宣教会議で確認された福音派の定説では、エディンバラ会議より、福音派とエキュメニカル派の分極化が始まったとされている。世界教会協議会（WCC）主流がリベラルに支配されたので福音派はWCCにコミットできなかった。

## 大会プログラム

### 5月11日火曜日
- 開会式

#### セレブレイション
大川従道師 クリスチャンが教派を超えて一致するための本としてマーティン・ロイドジョンズの『栄えに満ちた喜び』を紹介。教会が成長した証しと、神癒の祈りがあった。

### 5月12日水曜日

#### 基調講演
「神の国宣教」デビッド・チョー、「新しいリニューアル宣教運動」オーベッドアルバレズ、「未完成の使命の状況」ポール・エシュルマン、「未完成の使命の状況」、「全ての種族を弟子とする」-「聖書の土台」マービン・ニューエル

#### 力の宣教大会
ジョセファット・カジマ師による。聖書に書かれている通りイエス・キリストは死人を生き返らせたと語り、祈りによって死人が生き返った証しをした。伝道的に「地獄に行く日本人を減らし、天国に行く日本人を増やす」と語る。

#### セレブレイション
タロ・サタラカ師。回心、ボーンアゲインして伝道に召された証しを語り、神癒の祈りがなされた。

### 5月13日木曜日
基調講演　

#### 力の宣教大会
レイモンド・ムーイ師。イスラム教、仏教、魔術師に伝道した体験を語る。イエス・キリストはトマスにしるしをみせた。人間の本質は信じない者であるという。日本が祝福されるようというのが願いであり、神の国が近づいたと宣べ、イエス・キリストが弟子たちに大宣教命令で言われた通り、福音を宣べ伝えるようにとアピールする。イエス・キリストは病人をいやされたのであり、奇跡から、新生・救いに至るのであるとし、イスラムの拠点で伝道も出来ないような所で神の奇跡を見た三千人のイスラム教徒が救われ、イスラムのしるしであるキャップをすててクリスチャンになったと述べた。

#### セレブレイション
ハ・ヨンジョ師は、オンヌリ教会に与えられた使命は宣教であると語った。

### 5月14日金曜日
- 全体分科会

#### 閉会式
尾山令仁師がクリスチャンの和解と一致について語る。イエス・キリストの地上最後の祈りはクリスチャンの一致の祈りであり、私たちは和解と一致を必要としているとし、日本人としてアジアへの謝罪を表明した。またクリスチャンとしては、ユダヤ人がイエス・キリストを殺したという理由でクリスチャンがイスラエル人を酷い目にあわせたことも謝罪しなければならないと述べる。これを受けてアメリカの教会の代表が、日本に対して犯した罪、原爆投下の罪を謝罪した。
- セレブレイション　イ・ヨンフン師　ヨイド純福音教会

## 委員
大会会長:奥山実
大会名誉会長:山北宣久、峯野龍弘、大川従道、内村撒母道、村上好伸、原登
顧問:菊山和夫、日野原重明、多胡元喜、尾山令仁、有賀喜一、土肥隆一、鍋谷堯爾、三谷宣道、佐々木満雄、ロラルド・リーダル
大会実行委員長:稲福エルマ